# Sangardak
Der Sangardak ist ein rechter Nebenfluss des Surxondaryo in Usbekistan.
Der Sangardak entspringt im Baisuntau-Gebirgszug. Er durchfließt in einem engen Gebirgstal in überwiegend südöstlicher Richtung das Bergland. Schließlich erreicht er die Tiefebene des Surxondaryo-Tals. Diese durchfließt er in südsüdöstlicher später in südlicher Richtung. Dabei passiert der Sangardak die Großstadt Denov. Etwa 10 km weiter südlich mündet er schließlich rechtsseitig in den Surxondaryo.
Der Sangardak hat eine Länge von 114 km. Sein Einzugsgebiet umfasst 948 km². Der mittlere Abfluss kurz vor Erreichen der Tieflands am Pegel King-Guzar beträgt 15,9 m³/s. Während der Schneeschmelze in den Monaten April bis Juni führt der Sangardak gewöhnlich Hochwasser.